# Gifthütte (Prag)

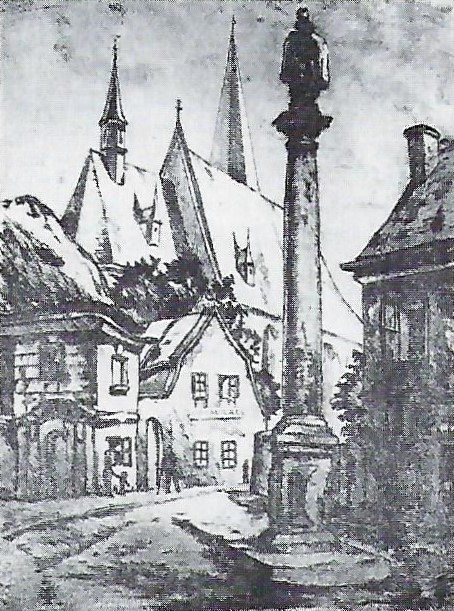
Gifthütte und Adalbert-Säule hinter der Apollinariskirche

Die Gifthütte in Prag – tschechisch Jedová chýše – war eine Gastwirtschaft auf dem Windberg in der oberen Neustadt.

## Bedeutung
In Prag waren die Frauenfächer damals räumlich getrennt, die Geburtshilfe im Kaiser-Franz-Joseph-Pavillon und die Gynäkologie in einem Gebäude auf dem Windberg bei St. Apollinaris (Prag). Dort, wo die Weinberggasse in die Appolinarisgasse einmündete und der Komplex der Institutsgebäude aufhörte, schien die Gegend einen dorfähnlichen Charakter angenommen zu haben. Vor dem letzten Häuschen stand auf einem Piedestal der steinerne Adalbert von Prag von 1677. Das Häuschen war die Schänke, die von Karl Julius Keim besungene „Gifthütte“. Nur eine Kegelbahn und der Wirtsgarten trennten sie von St. Apollinaris (Prag).
Diese Gegend war das bevorzugte Viertel der Mediziner, die in der nahe gelegenen Gebäranstalt Geburtshilfe lernten. Bereits 1789 eröffnet, bot sie den Studenten ein preiswertes Mittagessen. In der Gifthütte kamen nicht nur Studenten, sondern auch die Assistenten der Kliniken und die Ärzte der unweit gelegenen Irrenanstalt. Des Abends gesellten sich dazu das dienstfreie weibliche Personal der medizinischen Institute, die Hörerinnen der Hebammenkurse und schließlich die Dienstmädchen der in den Instituten wohnenden Professoren der medizinischen und philosophischen Fakultät. Eine Spezialität dieser beliebten „Jodoform-Kränzchen“ war die 6. Tour der Quadrille, die sich bis in die Tiefe des Wirtsgartens hinauszog. Einmal, in den 1870er Jahren, war der Pfarrer von St. Appolinaris über das Leben und Treiben in der Gifthütte sehr verstimmt. Er richtete eine Eingabe an Ferdinand Weber von Ebenhof, Direktor der Landesgebäranstalt und Bruder des Statthalters Philipp Weber von Ebenhof. Der Pfarrer wandte sich gegen die Tanzveranstaltungen und ersuchte Weber, den Hebammen den Besuch der Jodoform-Kränzchen zu verbieten. Er richtete nichts aus; denn Weber, der im Kreise seiner Hörer und Mitarbeiter den täglichen Frühschoppen in der Gifthütte trank, legte die Beschwerde ad acta und beließ alles beim alten. In seinen Erinnerungen berichtet Robert Raudnitz von einer Episode in der späteren Zeit der Gifthütte:

„Im niedrigen, durch Holzsäulen gestützten „Salon“ der Gifthütte, wo ein etwas längerer Mensch mit dem Kopf an die Decke stieß, die geschwärzt war wie eine Schmiede und voll Tabakrauch, fand jeden Mittwoch und Samstag „Schwof“ oder „Zangenkränzchen“ statt. Tänzerinnen waren die beiden lieblichen Wirtstöchter und deren umfangreiche Mutter, Hebammen und Wärterinnen. Einmal hatten wir vornehmen Besuch. In der Nähe wohnte eine verwitwete, alte Hofrätin mit ihrer verblühten Tochter. Zu ihr begab sich eine zweigliedrige Abordnung unter Führung des inzwischen verstorbenen Mediziners [Julius] Eckstein, Corps Moldavia, und lud das Fräulein zur „Réunion“. Nichtsahnend kam sie mit ihrer Mutter in einem weißen Sommerkleid mit langen, weißen Handschuhen und Rosen im Haar. Aber da zeigte sich die Sicherheit der Damen. Als ob sie nicht bemerken würden, dass die übrigen Damen einer anderen Gesellschaftsklasse angehörten, nahmen sie Platz, die Tochter tanzte mit den Studenten, ohne auch nur ein Wort über die Mystifikation zu verlieren. Nach einer halben Stunde nahmen die Damen Abschied und wir alle blieben verwaist zurück.“

Bis zur Teilung der Prager Universität in die deutsche Karl-Ferdinands-Universität und die tschechische Karls-Universität sollen deutsche Corpsstudenten und Burschenschafter durchaus mit tschechischen Medizinern so manches Quodlibet absolviert haben; aber nach dem Anwachsen der Nationalitätenkämpfe blieben die deutschen Mediziner bald ganz aus. Auch die tschechischen Studenten, denen nun die passenden Streitobjekte fehlten, mieden daraufhin das Lokal. Nach mehreren Besitzerwechseln und Versteigerungen verödete es schließlich völlig. 1935 wurde das Gebäude abgerissen und durch einen Neubau ersetzt.